# Runhenda
Runhenda (av adjektivet runhendr), eller runhent, kallas i den fornisländska versläran de strofformer som har både stavrim och slutrim. Runhenda är således inte ett eget versmått utan ett komplement till befintliga versmått: Om slutrim tillfogas blir strofen runhenda.

## Háttatal
Snorre Sturlasson ger i Háttatal exempel på femton olika varianter av runhenda. I dessa exempel fördelar sig slutrimmen på tre olika sätt:
- Ett rim: Alla rader i strofen binds samman av samma rim. Snorre kallar detta för normal (rétt) runhenda. Det kan tilläggas att varje skaldestrof, oavsett versmått, normalt består av åtta rader. Strofen är i sin tur uppdelad i två fyrradiga halvstrofer (helmingar), mellan vilka brukar finnas en tydlig avgränsning.
- Två rim: Raderna i varje halvstrof binds samman av samma rim, men båda halvstroferna har olika rim. Snorre kallar detta för mindre (minni) runhenda.
- Fyra rim: Raderna i varje kvartsstrof (fjórðungr) binds samman av samma rim, men kvartsstroferna har olika rim. Rimschemat blir a,a,b,b.c,c,d,d. Snorre kallar detta för minsta (minzta) runhenda.

Några exempel på rimföljder som bryter den åttaradiga strofens naturliga indelning i halvstrof och kvartsstrof (till exempel rimordningen a,b,a,b) finns inte hos Snorre. 
De flesta runhenta varianter som Snorre redovisar har korta versrader (tre till fem stavelser), men rader med upp till åtta stavelser förekommer.

## Historia
Den äldsta nordiska dikt med fullt genomförd runhenda är Egil Skallagrimssons Huvudlösen från 900-talets första hälft. Det har antagits att det var Egil själv som introducerade denna metriska nyhet. Slutrimmad vers, som förekommer inom den latinska hymndiktningen, hade han säkert stött på i England som han besökte flera gånger, och där han även blivit primsignad. Det var också i England som Huvudlösen blev till, enligt Egils saga. Dikten är till största delen avfattad på fyrstavig "minsta runhenda" med fornyrðislag som underliggande versmått.
De, förutom Huvudlösen, äldsta dikter på runhenda av vilka strofer har bevarats, är följande:
- Skallagrim Kvällulvssons Hefndarvísa från år 878. (Denna enstrofiga dikt är äldst – om den är autentisk – men versformen är inte helt genomförd då slutrim saknas i två rader.)[3]
- Gunnlaug ormstungas Sigtryggsdrápa. (En strof har bevarats plus en halv- och en kvartsstrof.)[4]
- Björn hitardalskämpens niddikt Grámagaflím om Tord Kolbeinsson. (Tre strofer har bevarats.)[5]
- En lausavísa av Tord Sjåreksson.[6]
- En dikt av Tjodulf Arnorsson om Harald hårdråde från omkring 1055. (En strof och tre halvstrofer finns kvar.)[7]
- En halvstrof av Sneglu-Halle.[8]

Andra kända dikter på runhenda är Einar Skulasons kväde om Eystein Haraldsson från omkring år 1153, samt Kolbein Tumasons Heyr himna smiðr från 1208. Denna dikt, som i modern tid tonsatts och blivit psalm, har samma versmått som Egils Huvudlösen. En drapa på hrynhent runhenda från omkring år 1200 är Málsháttakvæði, som har tillskrivits biskop Bjarne Kolbeinsson.
Runhenda förblev under hela skaldediktningens tid på Island ett ovanligt versslag. Det är först med rimadiktningens framväxt på 1300-talet som slutrim får fullt genomslag.

### Finnur Jónsson om runhenda
Finnur Jónsson ansåg det vara troligt att runhendan utvecklats ur inhemska versformer och att man därför inte behövde förutsätta inflytande från anglosaxisk eller latinsk diktning. Införandet av ändrim innebar en förenkling av verstekniken, menade han. De traditionella versmåttens största svårighet låg i inrimmen, men om dessa byttes ut mot helrim i slutet av raderna kunde också syntaxen göras enklare. Att det varit enkelhet som både Skallagrim och sonen Egil eftersträvat då de använde runhenda framgår nog av sammanhanget. Kanske är det så, spekulerade Finnur Jónsson, att runhenda särskilt kan knytas till Skallagrims och Egils ätt. Björn hitardalskämpen tillhörde ju samma släkt, och Gunnlaug ormstunga bodde nära den skallagrimska ättegården Borg.

### Runhenda i Sverige
Det äldsta svenska exemplet på runhenda kan läsas på en runsten i Vallentuna (U 214) från cirka 1100. Inskriften nämner en viss "Ingeborg" vars man "drunknade på Holms hav, hans knarr gick i kvav, endast tre kom av". Omkring hundra år yngre inskrifter med slutrim finns också på kristna gravhällar i Västergötland, Vg 138 i Vårkumla och Vg 144 i Näs.

## Två exempel på runhenda
Nedan följer de två första stroferna i Egil Skallagrimssons Huvudlösen. Första strofen är med Snorres terminologi avfattad på "minsta runhenda"; andra strofen har "mindre runhenda".
| Vestr fórk of ver, en ek Viðris ber munstrandar mar, svá er mitt of far; drók eik á flot við ísa brot, hlóðk mærðar hlut míns knarrar skut. Buðumk hilmir lǫð, ák hróðrs of kvǫð, berk Óðins mjǫð á Engla bjǫð; lofat vísa vann, víst mærik þann; hljóðs biðjum hann, þvíat hróðr of fann. | Jag for väster ut över sjön, och jag medför Vidrers (Odens) själsstrands (brösts) hav (skaldemjödet); så är min färd. Jag sjösatte ekskeppet vid islossningen, stuvade min skutas bakstam med lovkvädets last. Fursten gav mig en inbjudan; jag har ett lovkväde: jag för med mig Odens mjöd till anglernas kust. Jag lyckades lovprisa härskaren, honom, som jag klokt besjunger. Nu ber jag honom om ljud, då jag funnit (den rätta) dikten. |  |